# Sörsjön (Gullereds socken, Västergötland)
Sörsjön är en sjö i Ulricehamns kommun i Västergötland och ingår i Ätrans huvudavrinningsområde. Sjön är 1,7 meter djup, har en yta på 0,392 kvadratkilometer och befinner sig 279,9 meter över havet. Sjön avvattnas av vattendraget Ätran.

## Delavrinningsområde
Sörsjön ingår i det delavrinningsområde (640815-136845) som SMHI kallar för Inloppet i Nordsjön. Avrinningsområdets medelhöjd är 309 meter över havet och ytan är 27,52 kvadratkilometer. Det finns inga delavrinningsområden uppströms utan avrinningsområdet är högsta punkten. Avrinningsområdets utflöde Ätran mynnar i havet. Avrinningsområdet består mestadels av skog (62 %) och jordbruk (16 %). Avrinningsområdet har 0,39 kvadratkilometer vattenytor vilket ger det en sjöprocent på 1,4 %.